# Římskokatolická farnost Kolín
Římskokatolická farnost Kolín je jedno z územních společenství římských katolíků v kolínském vikariátu s farním kostelem svatého Bartoloměje.

## Dějiny farnosti
Kostel a farnost vznikl kolem roku 1250. Po reformaci v roce 1622 bylo obnoveno obnoveno děkanství. Od 1. července 1994 je opět farností. Farnost vedla matriky od roku 1610.

## Kostely farnosti
| Kostel                       | Místo          | Bohoslužba                                        |
| ---------------------------- | -------------- | ------------------------------------------------- |
| sv. Bartoloměje - farní      | Kolín I        | po st 6.00                                        |
| Nejsvětější Trojice          | Kolín IV       | po út st čt pá so ne 8.00 po út čt pá so ne 18.00 |
| sv. Víta                     | Kolín V        | ne 9.30                                           |
| Všech svatých                | Kolín IV       |                                                   |
| sv. Václava a Božího Těla    | Křečhoř        | so 17.00 pouze 1. a 3. sobota v měsíci            |
| sv. Anny                     | Chocenice      |                                                   |
| sv. Jiří                     | Lošany         | so 16.00 pouze 2. sobota v měsíci                 |
| Navštívení Panny Marie       | Polní Voděrady | ne 14.00 pouze 1. neděle v měsíci                 |
| sv. Martina                  | Zibohlavy      | so 14.30 pouze 2. a 4. sobota v měsíci            |
| Nanebevzetí Panny Marie      | Kbel           | so 16.00 pouze 4. sobota v měsíci                 |
| sv. Jana Nepomuckého         | Lošánky        |                                                   |
| sv. Petra a Pavla            | Nebovidy       | ne 9.30 pá 16.00                                  |
| Narození Panny Marie         | Červené Pečky  | ne 9.30 čt 16.00                                  |
| sv. Václava                  | Nová Ves I     | ne 17.00                                          |
| sv. Jakuba Většího           | Ovčáry         | ne 11.00                                          |
| sv. Bartoloměje              | Býchory        |                                                   |
| Nanebevzetí Panny Marie      | Předhradí      | ne 9.30                                           |
| sv. Václava                  | Ratboř         | ne 14.30 pouze 4. neděle v měsíci                 |
| sv. Bartoloměje              | Solopysky      | ne 8.00 pouze 2. neděle v měsíci                  |
| sv. Václava                  | Jindice        | ne 8.00 pouze 4. neděle v měsíci                  |
| sv. Ondřeje                  | Starý Kolín    | so 15.00                                          |
| sv. Markéty Antiochijské     | Suchdol        | ne 8.00 pouze 1. neděle v měsíci                  |
| sv. Václava                  | Dobřeň         | ne 8.00 pouze 3. neděle v měsíci                  |
| Navštívení Panny Marie       | Vysoká         | ne 8.00 pouze 5. neděle v měsíci                  |
| sv. Vavřince                 | Velim          | ne 8.00                                           |
| Nanebevzetí Panny Marie      | Veltruby       | ne 10.45                                          |
| Nejsvětějšího srdce Ježíšova | Velký Osek     | ne 9.00                                           |
| Nanebevzetí Panny Marie      | Hradišťko I    |                                                   |

## Osoby ve farnosti
Libor Bulín, farář.
Mgr. Marta Moravcová, samostatný pastorační asistent • Vojtěch Smolka, pastorační asistent • Mgr. Pavel Stajner, farní vikář • P. Josef Tichý SJ, výpomocný duchovní, odborný duchovní asistent, katechetická mise.
V minulosti zde působil Jan Baxant.